# Kirche Augstagirren
Die Kirche in Augstagirren (russisch Кирха Аугстагиррена Kircha Augustagirrena) ist ein Bauwerk aus den 1920er Jahren. Sie war bis 1945 evangelisches Gotteshaus für das Kirchspiel des ostpreußischen Dorfes Augstagirren, das 1929 in die Gemeinde Groß Baum eingegliedert wurde und heute unter dem gemeinsamen Namen Sosnowka in der russischen Oblast Kaliningrad (Gebiet Königsberg (Preußen)) liegt.

## Geographische Lage
Das heutige Sosnowka liegt 18 Kilometer östlich der Stadt Polessk (Labiau) an der russischen Fernstraße A 190 (ehemalige deutsche Reichsstraße 126). Die nächste Bahnstation ist Bogatowo (Szargillen, 1936–1938 Schargillen, 1938–1946 Eichenrode) an der Bahnstrecke Kaliningrad–Sowetsk (Königsberg–Tilsit).
Der Standort der Kirche befindet sich am westlichen Ortsausgang nördlich der Hauptstraße und ist mit dem Hinweis auf ihre jetziges Nutzung als „Dom kultury“ (Дом культуры, „Kulturhaus“) ausgestattet.

## Kirchengebäude
Der Plan zum Bau einer eigenen Kirche in Augstagirren bestand bereits vor dem Ersten Weltkrieg, als bereits im Jahre 1909 eine eigene Kirchengemeinde gegründet wurde. Doch konnte der Kirchbau erst in den Nachkriegsjahren von 1923 bis 1926 verwirklicht werden.
Nach den Plänen des Königsberger Architekten Friedrich Lahrs (1880–1964) entstand ein für den kleinen Ort auffällig großes Bauwerk mit hohem Satteldach. Es handelt sich um einen Feldsteinbau mit einer Altarnische im Osten. Der auf Granitfundament aufgesetzte und verputzte Ziegelturm wurde erst später errichtet.
Der Kircheninnenraum wurde von einer gewölbten Decke überdacht, und an der Nordseite, die mit einer Empore versehen war, gaben runde Fenster das Tageslicht frei. Altar und Kanzel waren zu einem Kanzelaltar vereinigt.
Das Gotteshaus überstand den Zweiten Weltkrieg nahezu unversehrt. Das als Кирха Аугстагиррена Kircha Augstagirrena seit dem 23. März 2007 denkmalgeschützte Gebäude wurde als Kulturhaus mit Kino genutzt. Dazu wurden die Fenster vermauert und der Turm sowie das Langhaus mit Asbestzementplatten eingedeckt. Von ihrer alten Innenausstattung ist so gut wie nichts mehr vorhanden. Inzwischen wurde das Dach neu eingedeckt und die Kirche insgesamt umfangreich saniert.

## Kirchengemeinde
Bis zum Jahr 1909 gehörten die Orte des Kirchspiels Augstagirren zur Kirche Laukischken (heute russisch: Saranskoje), in der bereits im Jahr 1906 ein spezieller Seelsorgebezirk für Augstagirren unter Einsatz von Hilfspredigern gebildet wurde. Ab 1907 gab es auch eigene Kirchenregister. Im Jahre 1909 wurde die Kirchengemeinde selbständig, erhielt aber – wohl kriegsbedingt – erst 1921 eine eigene Pfarrstelle. Bei der Volkszählung im Jahre 1925 waren im Kirchspiel 1.815 Gemeindeglieder registriert. Als Augstagirren 1929 in die Nachbargemeinde Groß Baum eingegliedert wurde, behielt die Kirchengemeinde aber den ehemaligen Ortsnamen bei.
Die Pfarrei Augstagirren gehörte bis 1945 zum Kirchenkreis Labiau in der Kirchenprovinz Ostpreußen der Kirche der Altpreußischen Union. Aufgrund von Flucht und Vertreibung der einheimischen Bevölkerung sowie der restriktiven Religionspolitik der Sowjetunion kam das kirchliche Leben in Sosnowka zum Erliegen. Heute liegt der Ort im Einzugsbereich der neu entstandenen evangelisch-lutherischen Gemeinde in Polessk (Labiau), einer Filialgemeinde der Auferstehungskirche in Kaliningrad (Königsberg) in der Propstei Kaliningrad der Evangelisch-lutherischen Kirche Europäisches Russland.

### Kirchspielorte
Zum 1909 gegründeten Kirchspiel Augstagirren gehörten zwölf Ortschaften, darunter drei Schulorte (markiert mit *):
| Name                                 | Änderungsname 1938 bis 1946 | russischer Name |
| ------------------------------------ | --------------------------- | --------------- |
| *Augstagirren                        |                             | Sosnowka        |
| Berszgirren, 1936–1938: Berschgirren | Birkenhöfen                 | Armeiskoje      |
| *Burgsdorf                           |                             | Berjosowka      |
| Friedrichsfelde                      |                             | Berjosowka      |
| Groß Baum                            |                             | Sosnowka        |
| Neu Sternberg (Forst)                |                             |                 |
| Pogarblauken                         | Pogarben                    |                 |
| Schönwalde,Kr. Labiau                |                             | Berjosowka      |
| Schwentoje                           | Ottergrund                  |                 |
| Skroblienen                          | Hagenwalde                  | Poltawka        |
| *Szargillen, 1936–1938: Schargillen  | Eichenrode                  | Bogatowo        |
| Wasgien (Forst)                      |                             |                 |

### Pfarrer
In der Zeit seines Bestehens von 1909 (Seelsorgebezirk ab 1906) bis 1945 waren im Kirchspiel Augstagirren drei Geistliche tätig, davon die ersten beiden als Hilfsgeistliche der Kirche Laukischken, aber in Augstagirren wohnhaft:
- Franz Großjohann, 1906 bis 1928
- Paul Korzitzki, 1912 bis 1917
- Kurt Toillé, 1921 bis 1945